# Ólga Maléa
Pour les articles homonymes, voir Maléa.
Ólga Maléa (grec moderne : Όλγα Μαλέα), née le 7 novembre 1960 à Athènes, est une réalisatrice et scénariste grecque.

## Biographie
Après des études de droit à Athènes puis de psychologie à Yale, Ólga Maléa se lança en 1985 dans la réalisation de documentaires pour les télévisions grecque et italienne.
Elle écrivit ensuite des scénarios avant d'écrire et de réaliser ses propres films.

## Filmographie sélective
- 1996 : L'Orgasme de la vache
- 1999 : Le Charme discret des hommes
- 2000 : Risotto
- 2005 : Loukoumádes au miel
- 2007 : Parrain pour la première fois